# Isaurus maculatus
Isaurus maculatus är en korallart som beskrevs av Muirhead och Ryland 1985. Isaurus maculatus ingår i släktet Isaurus och familjen Zoanthidae. Inga underarter finns listade i Catalogue of Life.